# Sunflow
Sunflow відкрита фотореалістична система рендеринга з алгоритмом трасування променів та розрахунком глобального освітлення. Написана на Java, є порт на C#.
Sunflow був створений як основа для експериментів з алгоритмами глобального освітлення і нових моделей затінення поверхні.
підтримує формати
- OBJ - відкритий файловий формат опису геометрії.

## Інтеграція з іншим програмним забезпеченням
- Blender[4]
- SketchUp
- Processing
- Sweet Home 3D

## Див.також
- Рендеринг
- 3D моделювання
- Програмне забезпечення для комп'ютерної 3D-графіки